# St.-Johanns-Tor

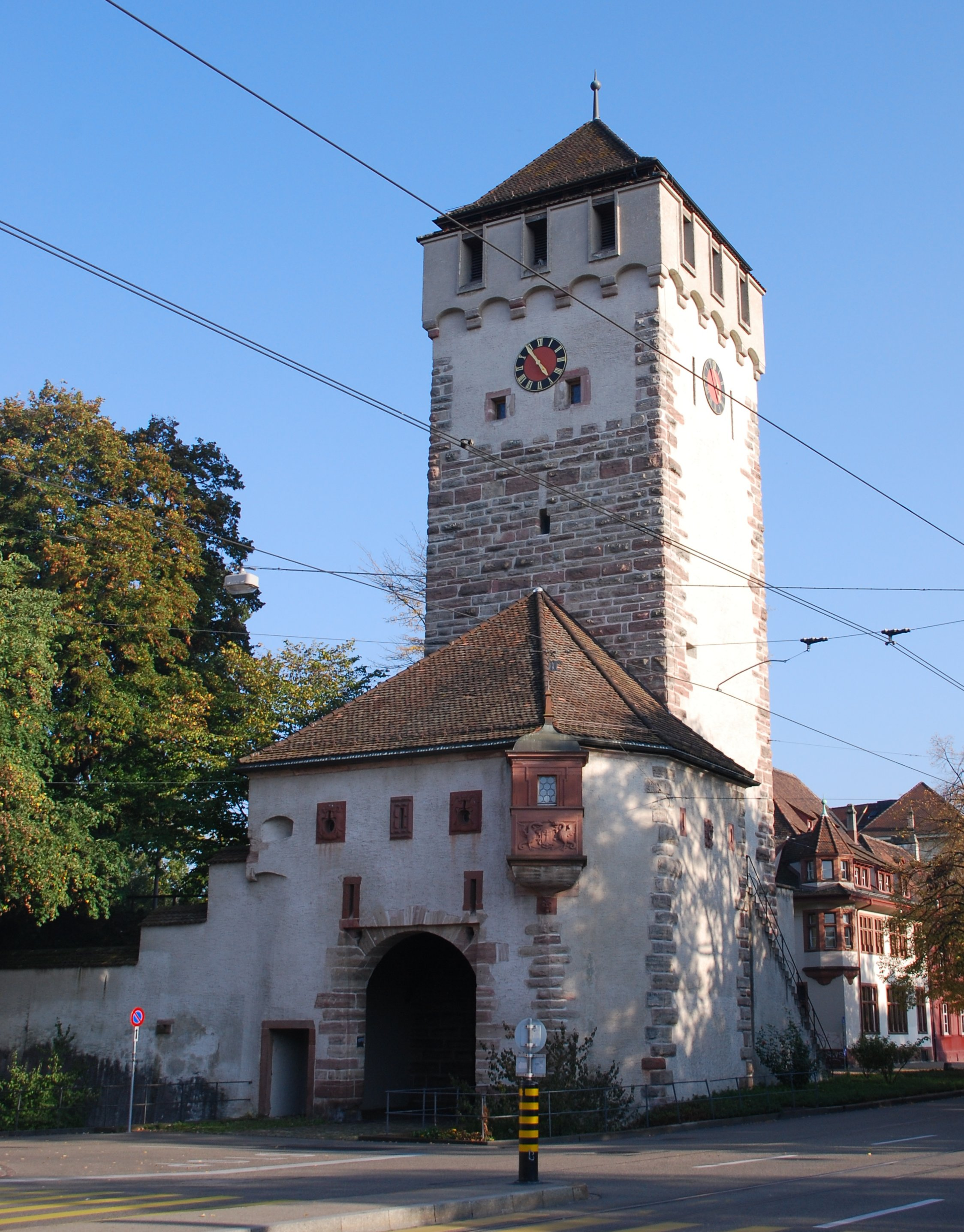
Porte Saint-Jean

Le St.-Johanns-Tor ou porte Saint-Jean est une porte médiévale située à Bâle en Suisse.
C'est un vestige de l’ ancienne fortification entourant la ville. Des sept portes de la muraille extérieure existant alors, seules trois subsistent. Elles font partie de l'inventaire suisse des biens culturels d'importance nationale. 